# Five Senses
Five Senses – drugi minialbum południowokoreańskiej grupy Pentagon, wydany 7 grudnia 2016 roku przez Cube Entertainment. Płytę promował singiel „Can You Feel It”.

## Lista utworów
| CD | CD                                    | CD                                       | CD                               | CD                               | CD      |
| Nr | Tytuł utworu                          | Tekst                                    | Kompozycja                       | Aranżacja                        | Długość |
| -- | ------------------------------------- | ---------------------------------------- | -------------------------------- | -------------------------------- | ------- |
| 1. | „Can You Feel It” (kor. 감이 오지)    | Son Young-jin, Ferdy                     | Son Young-jin, Ferdy             | Son Young-jin, Ferdy             | 3:16    |
| 2. | „Engine”                              | Ferdy, Kang Dong-ha, Wooseok, Yuto       | Ferdy, Kang Dong-ha              | Ferdy, Kang Dong-ha              | 3:14    |
| 3. | „Pretty Pretty” (kor. 예쁨)           | Seo Ji-eum                               | Daniel Ceaesar, Ludwig Lindell   | Daniel Ceaesar, Ludwig Lindell   | 3:09    |
| 4. | „Lose Yourself” (kor. 풀러)           | Son Young-jin, Jo Sung-ho, Ferdy, E'Dawn | Son Young-jin, Jo Sung-ho, Ferdy | Son Young-jin, Jo Sung-ho, Ferdy | 3:16    |
| 5. | „Stay Crazy” (kor. 정신 못 차려도 돼) | Ferdy, Kang Dong-ha, E'Dawn              | Ferdy, Kang Dong-ha              | Ferdy, Kang Dong-ha              | 3:16    |

## Notowania
| Lista                        | Pozycja |
| ---------------------------- | ------- |
| South Korean Albums (Circle) | 5       |

## Sprzedaż
| Kraj             | Sprzedaż |
| ---------------- | -------- |
| Korea Południowa | 22 589+  |